# Henry Villar
Pour les articles homonymes, voir Villar (nom de famille).
Henry Villar (né le 24 mai 1987 à Bonao, République dominicaine) est un lanceur droitier de baseball. Il a fait ses débuts dans les Ligues majeures pour les Astros de Houston durant la saison 2010.

## Carrière
Henry Villar signe son premier contrat professionnel en tant qu'agent libre en 2005 avec les Astros de Houston.
C'est comme lanceur de relève qu'il fait ses débuts dans les majeures le 10 septembre 2010 avec les Astros.